# Dreikanter

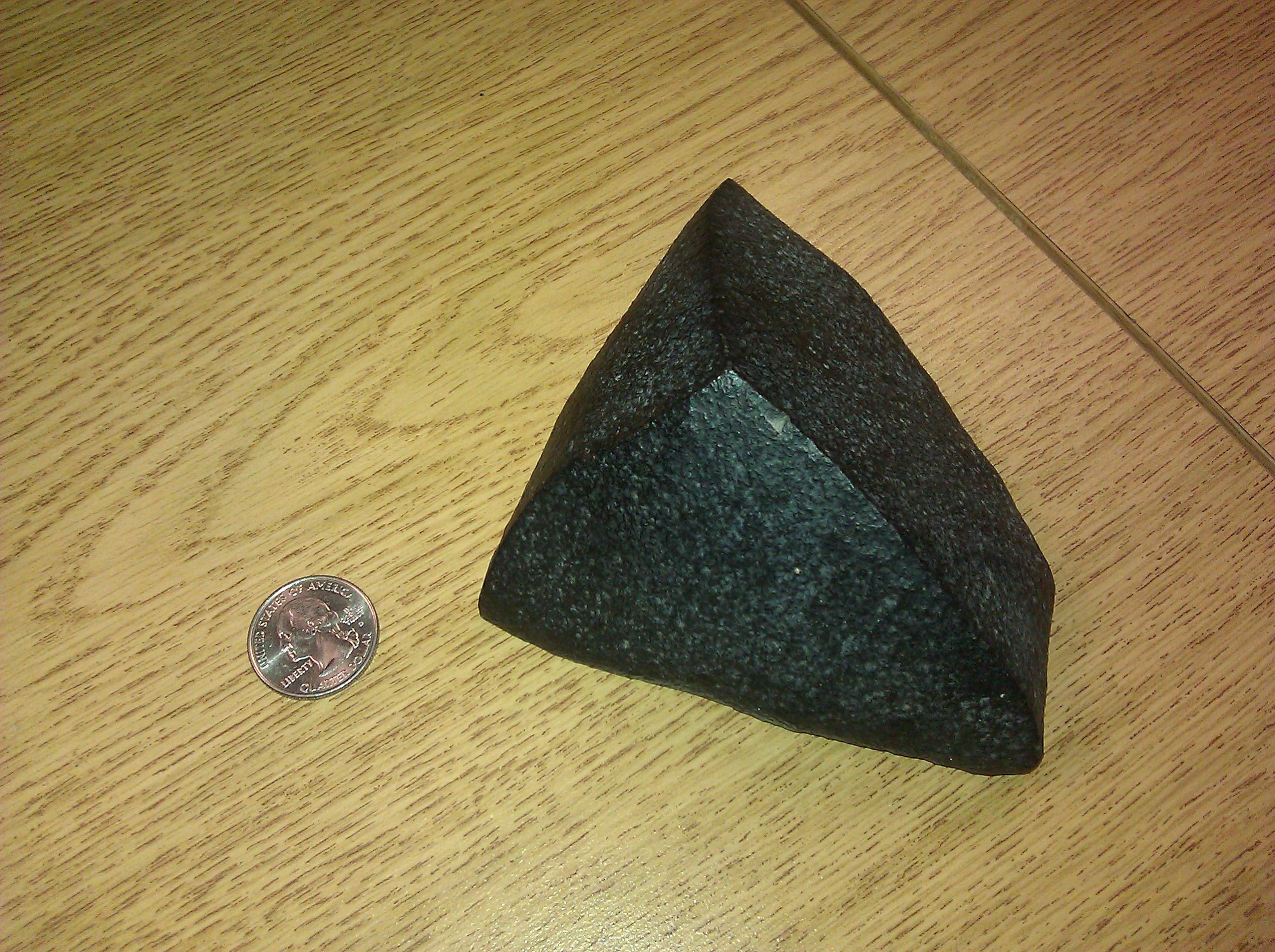
Dreikanter procedent de Wyoming, EUA.

Dreikanter (de l'alemany dreikanter que significa «tres costats»), és el terme que s'utilitza en petrologia i geologia per a referir-se als ventifacts que han estat erosionats de manera que presenten tres cares curvades. Els dreikanters han estat treballats per la corrasió del vent de sorra i presenten les cares lleugerament còncaves, així com les arestes un xic esmorteïdes. Presenten tres cares convergents, de forma piramidal i superfícies mats. Solen formar-se en regions desèrtiques o periglacials. Les morfologies típiques que presenten els dreikanters són: fluting, poliment important, certa angulositat, porositat i formes helicoidals.